# Rio (remiks Nicole Scherzinger)
Rio a właściwie Rio (Caress Brazilian Mix) to remiks/cover piosenki zespołu Duran Duran, który wykonuje liderka zespołu Pussycat Dolls - Nicole Scherzinger. Piosenka została wydana do promowania balsamu do ciała Caress Brazilian firmy Unilever. Utwór został wydany w radiu 28 lipca 2008, i jako CD Single w sierpniu tego samego roku. Teledysk pokazuje Scherzinger wykonującą piosenkę w różowej sukience przed tłumem, z kwiatami pojawiającymi się wokół niej, podczas występu na scenie.
Na temat coveru wokalista zespołu Duran Duran Simon Le Bon powiedział: "Kiedy po raz pierwszy dowiedzieliśmy się, że Nicole robi wersję "Rio" dla tej kampanii, uważaliśmy, że to idealne dopasowanie. Ona jest egzotyczna i piękna i ucieleśnia wszystko, co zainspirowało oryginalną wersję. Bo to jest jedna z naszych piosenek a bardzo niewiele osób tworzyło covery (tej piosenki), więc to było wspaniałe dla nas słyszeć nową interpretację."

## Lista utworów
2-track CD single
- "Rio (Caress Brazilian Mix)"
- "Rio (Caress Brazilian Mix)" (Instrumental)

CD single Maxi Jewelcase
- "Rio (Caress Brazilian Mix)
- "Rio (Caress Brazilian Mix) (Instrumental)
- "Rio (dance Remix)
- "Rio (Video)
- The making of the "Rio (Caress Brazilian Mix)" video